# A través de l'espill
A través de l'espill o A través del mirall (títol original en anglès: Through the Looking-Glass) és una novel·la de Lewis Carroll publicada el 1871. És la continuació de la famosa novel·la Alícia al país de les meravelles, del 1865.
En Alícia al país de les meravelles, la xiqueta protagonista segueix el conill Blanc, cau al país de les meravelles i coneix els personatges més variats i estranys. Mentre que en el primer llibre juga amb naips vivents, aquesta vegada ha de superar diversos obstacles -estructurats com a etapes d'un joc d'escacs- per tal d'esdevenir reina. Carroll ens proporciona una llista dels moviments que s'hi produeixen, tot i que alguns van en contra de les regles del joc, com si fóra un xiquet menut qui estiguera jugant.
Carroll, apassionat dels infants, va elaborar les dues narracions com un contrapunt fantasiós a les històries edificants i moralistes que eren llegides per als petits súbdits de l'Anglaterra victoriana. Tanmateix, tant Alícia al país de les meravelles com A través de l'espill van mostrar que eren molt més que històries infantils: són obres pioneres de la literatura fantàstica de tots els temps, per a lectors de totes les edats.

## Argument

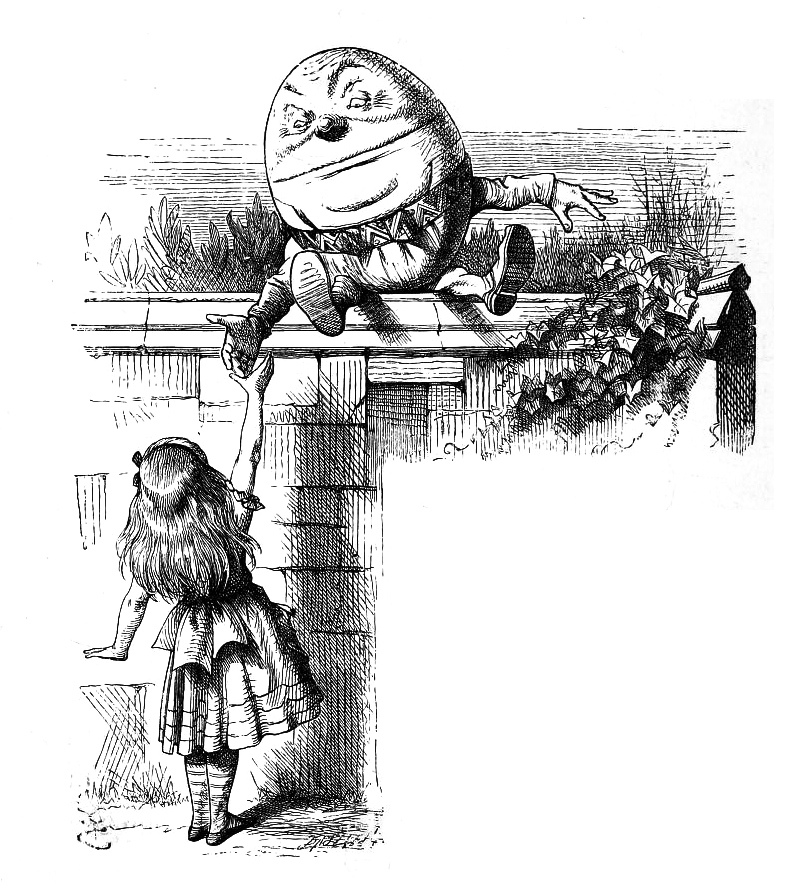
Alícia coneix Humpty Dumpty, en la il·lustració de John Tenniel (1871)

Mentre l'Alícia està meditant sobre com deu ser el món a l'altra banda de l'espill, se sorprèn en comprovar que pot passar-hi a través i descobrir de primera mà el que s'hi esdevé.
Troba un llibre de poesia invertida, Jabberwocky, el qual només pot llegir reflectint-lo en un espill. Quan ix de la casa, entra en un jardí en el qual les flors parlen i la confonen amb una altra flor. Ací coneix la reina de Cors, que li ofereix de convertir-la en reina si aconsegueix arribar a la vuitena casella en una partida d'escacs. Açò ens fa entendre ràpidament que Alícia és un peó, en concret el peó de la reina. El seu primer moviment serà agafar un tren fins a la quarta fila (es mou dues caselles, moviment completament legal, ja que és el seu primer moviment).
En la nova casella coneix Tweedledum i Tweedledee, els quals ja coneixia gràcies a una cançó de bressol famosa al principi del segle xix. Després de recitar el poema de La morsa i el fuster, la parella comença a comportar-se de la mateixa manera com els personatges de la cançó de bressol. En aquest punt, Alícia decideix continuar avant i coneix la reina Blanca, que sembla que està bastant absent i acaba transformant-se en un corder.
En el capítol següent, Alícia es troba amb Humpty Dumpty, que li explica el significat del poema Jabberwocky, abans de la seua inevitable caiguda del mur. Humpty Dumpty du una corbata que és un regal de no aniversari. Els següents personatges que troba són el Lleó i l'Unicorn, que també li canten una cançó de bressol. A continuació, Alícia és rescatada del cavall Roig pel cavall Blanc, que molts consideren una representació del mateix Carroll. Cal aclarir que, en anglès, la peça no es diu horse ('cavall', en català), sinó knight ('cavaller', en català).
I a la fi, Alícia arriba a la huitena casella i es converteix en reina, i capturant (matant, en l'argot dels escacs) la reina Roja posa el rei Roig en escac i mat. Llavors, es desperta i descobrim que, com en el primer conte, tot ha sigut un somni.

## Edicions en català
De l'edició original, Through the Looking-Glass, and What Alice Found There (1871), en català se n'han fet les versions següents:
- A través de l'espill i tot allò que Alícia hi va trobar, traducció d'Amadeu Viana, il·lustracions originals de John Tenniel (Barcelona: Quaderns Crema, 1985). (Col·lecció «Mínima de butxaca», 17.)
- A través del mirall i allò que Alícia va trobar a l'altra banda, dins Les aventures d'Alícia, traducció de Víctor Compta, il·lustracions originals de John Tenniel (Barcelona: Barcanova, 1990). Aquest volum també inclou Les aventures d'Alícia en terra de meravelles.
- A través del mirall, i allò que l'Alícia hi va trobar, traducció Martina Beascoa Graells, il·lustracions i pròleg de Chris Riddell (Barcelona: Baula, octubre de 2021).